# Шефер, Рафаэль
Рафаэ́ль Ше́фер (нем. Raphael Schäfer), при рождении Рафал Шафарчик (пол. Rafał Szafarczyk; род. 30 января 1979, Кендзежин-Козле, Польша) — немецкий футболист польского происхождения, вратарь.

## Биография
Рафаэль начал свою карьеру в клубе «Дриспенштедт» в пригороде Хильдесхайма. В двенадцатилетнем возрасте перешёл в футбольную школу «Ганновера». С 17 лет призывался в первую команду, но не сыграл в ней ни разу. Таким образом Рафаэль решил играть в команде «Любек» из Регионаллиги до конца сезона 1998/99. В итоге он провёл в ней три сезона, был в ней первым номером, но не смог пробиться с ней в лигу повыше.
В июле 2001 года перешёл в «Нюрнберг». Клуб только что вышел в Бундеслигу. В команде Рафаэль был вторым номером после более опытного Дариуса Кампа. В Бундеслиге дебютировал в марте 2002 года в матче против мёнхенгладбахской «Боруссии». Несмотря на удачную игру, оставался запасным вратарём.
Перед началом сезона 2003/04 у команды случился финансовый кризис, и клуб рассчитывал продать некоторых основных игроков, в том числе и Дариуса Кампа. Поэтому Рафаэль занял место основного вратаря. Дариус продан не был, но и отвоевать место у Шефера уже не смог. Долгое время был одним из основных игроков команды, становился капитаном.
В июле 2007 года перешёл в стан соперника «Нюрнберга» по чемпионату — клуба «Штутгарт». Дебютировал в составе «швабов» 10 августа в матче против «Шальке 04». Матч закончился со счётом 2:2. Ничем запомнающимся за чемпионат не отличился и по окончании сезона «Штутгарт» подписал более опытного вратаря, звезду немецкого футбола — Йенса Леманна. Рафаэль же вернулся обратно в «Нюрнберг».
Сезон 2008/09 провёл во второй бундеслиге, заняв место, которое позволило «Нюрнбергу» вернуться в Бундеслигу.